# Rima Marcello
La Rima Marcello è una struttura geologica della superficie della Luna.